# Phaulernis
Phaulernis is een geslacht van vlinders van de familie borstelmotten (Epermeniidae).

## Soorten
- P. dentella

Grijze borstelmot (Zeller, 1839)
- P. fulviguttella

Gevlekte borstelmot (Zeller, 1839)
- P. laserinella Nel, 2003
- P. monticola Inoue et al., 1982
- P. rebeliella Gaedike, 1966
- P. statariella (Heyden, 1863)